# Paul Konewka

Selbstbildnis Paul Konewkas

Postkarte zu Faust und Mephisto

Paul Konewka (* 5. April 1841 in Greifswald; † 10. Mai 1871 in Berlin) war ein Silhouettenschneider und Zeichner.

## Leben
Der Sohn eines Angestellten der Universität in Greifswald fertigte schon als Kind gerne Scherenschnitte menschlicher und tierischer Figuren aus Papier an. Nach der Schule lernt er in Berlin unter anderem in den Ateliers von Friedrich Drake und Adolph Menzel Bildhauerei und Malerei, beschäftigte sich aber weiterhin mit der Kunst des Schattenrisses. Für seine künstlerische Entwicklung bedeutsam war die Freundschaft mit Herrmann Karl Fröhlich, einem zwanzig Jahre älteren Silhouettenschneider. Seinem ersten Album mit 6 Silhouetten, das er 1862 herausbrachte, blieb der Erfolg versagt; seine künstlerische Anerkennung erzielte er mit seinen Arbeiten zu Goethes Faust von 1865 („Zwölf Blätter zu Goethes Faust“, einer Komposition für einen Lampenschirm), dem ein Einzelblatt mit dem Titel „Osterspaziergang“ 1864 vorangegangen war. Bei beiden Arbeiten fertigte er nach den Scherenschnitten Lithografien an. Später benutzte er stattdessen Holzschnitte.
Nach dem Umzug nach Stuttgart 1867, wo er im Kreis um Mörike verkehrte, folgten seine wichtigsten Arbeiten: Illustrationen zu Shakespeares Sommernachtstraum (Heidelberg 1868) und zum Falstaff (Lahr 1870).
Sein letztes Werk war das Kinderbuch: „Der schwarze Peter“. Die Verse stammten von seinem Schwager Johannes Trojan, der aus dem Nachlass eine große Zahl von einzelnen Blättern in illustrierten Zeitungen sowie Volks-, Kinder- und Jugendbüchern veröffentlichte und so zu Konewkas Bekanntheit weiter betrug.
Konewkas Werke wurden geschätzt, weil sie sich „durch reiche Phantasie, glänzenden Humor und feines Formgefühl auszeichneten“. Rückblickend gilt Konewka als „der bedeutendste deutsche Silhouettenkünstler des 19. Jh. Das in gewissem Sinn Dilettantische, das der Kunstübung des Schattenrisses und Scherenschnitts in Deutschland häufig anhaftete, wurde durch ihn zu einer liebenswürdigen Meisterschaft gewandelt.“